# Джуд Стърлинг
Джуд Стърлинг (на английски: Jude Stirling) е английски футболист, който е играч на четвъртодивизионния футболен отбор – ФК Милтън Кийнс Донс. Той се присъединява към отбора в началото на януари 2007, след като е закупен от Питърбъро Юнайтед. На терена най-често е ляв защитник или крайно ляво крило, но се е проявявал успешно и като дефанзивен полузащитник. Известен е с необичайно дългото си хвърляне на топката от тъч.
Стърлинг е продукт на футболната академия на „Броъдуотър Юнайтед“, ръководена от баща му Класфорд Стърлинг в Броъдуотър Фарм, северен Лондон.